# Clare Mackintosh
Clare Mackintosh (Oxford, 1978) è una scrittrice britannica.

## Biografia
Nata nel 1978 nei pressi di Oxford, ha lavorato per 12 anni come poliziotta fino al grado di ispettrice prima di lasciare la professione nel 2011 per dedicarsi alla scrittura.
Ha esordito nella narrativa gialla nel 2014 con il thriller Scritto sulla sabbia vincendo due anni dopo il Theakston's Old Peculier Crime Novel of the Year Award.
Membra della Crime Writers' Association, i suoi libri sono stati tradotti in più di 35 lingue e hanno venduto oltre 2 milioni di copie nel mondo.

## Opere

### Romanzi
- Scritto sulla sabbia (I Let You Go, 2014), Novara, Bookme, 2015 traduzione di Claudia Manzolelli ISBN 978-88-511-2736-7.
- So tutto di te  (I See You, 2016), Milano, DeA Planeta, 2018 traduzione di Chiara Brovelli ISBN 978-88-511-5648-0.
- Non era vero (Let Me Lie, 2018), Milano, DeA Planeta, 2019 traduzione di Chiara Brovelli ISBN 978-88-511-6818-6.
- A Cotswold Family Life (2019)
- After the End (2019)
- The Donor (2020)
- Hostage (2021), Milano, SEM, 2022 traduzione di Davide Romagnoli ISBN 978-88-93903-94-3.

### Serie DC Morgan
- The Last Party (2022)
- A Game of Lies (2023)

### Antologie
- The Understudy con Holly Brown, Sophie Hannah e B.A. Paris (2019)

## Premi e riconoscimenti

### Vincitrice
Theakston's Old Peculier Crime Novel of the Year Award
- 2016 con Scritto sulla sabbia[7]